# Марсель Марті
Марсель Марті́-і-Баденес (ісп. Marcel Martí Badenes, кат. Marcel Martí i Badenes; 8 лютого 1925, Альвеар, Коррієнтес — 11 серпня 2010, Ператальяда, Жирона) — іспанський скульптор.
Народився в Аргентині у каталонській родині. Коли йому було три роки, родина переїхала у Барселону. Навчався у Барселонській школі мистецтв і ремесел (Ла-Лоджа). У 1940-х роках присвятив себе живопису, але в 1953 році почав займатися абстрактною скульптурою, використовуючи різні матеріали (коване залізо, бронза, камінь, пластмасу і дерево) і формальний стиль, для якого притаманні геометричні фігури. 

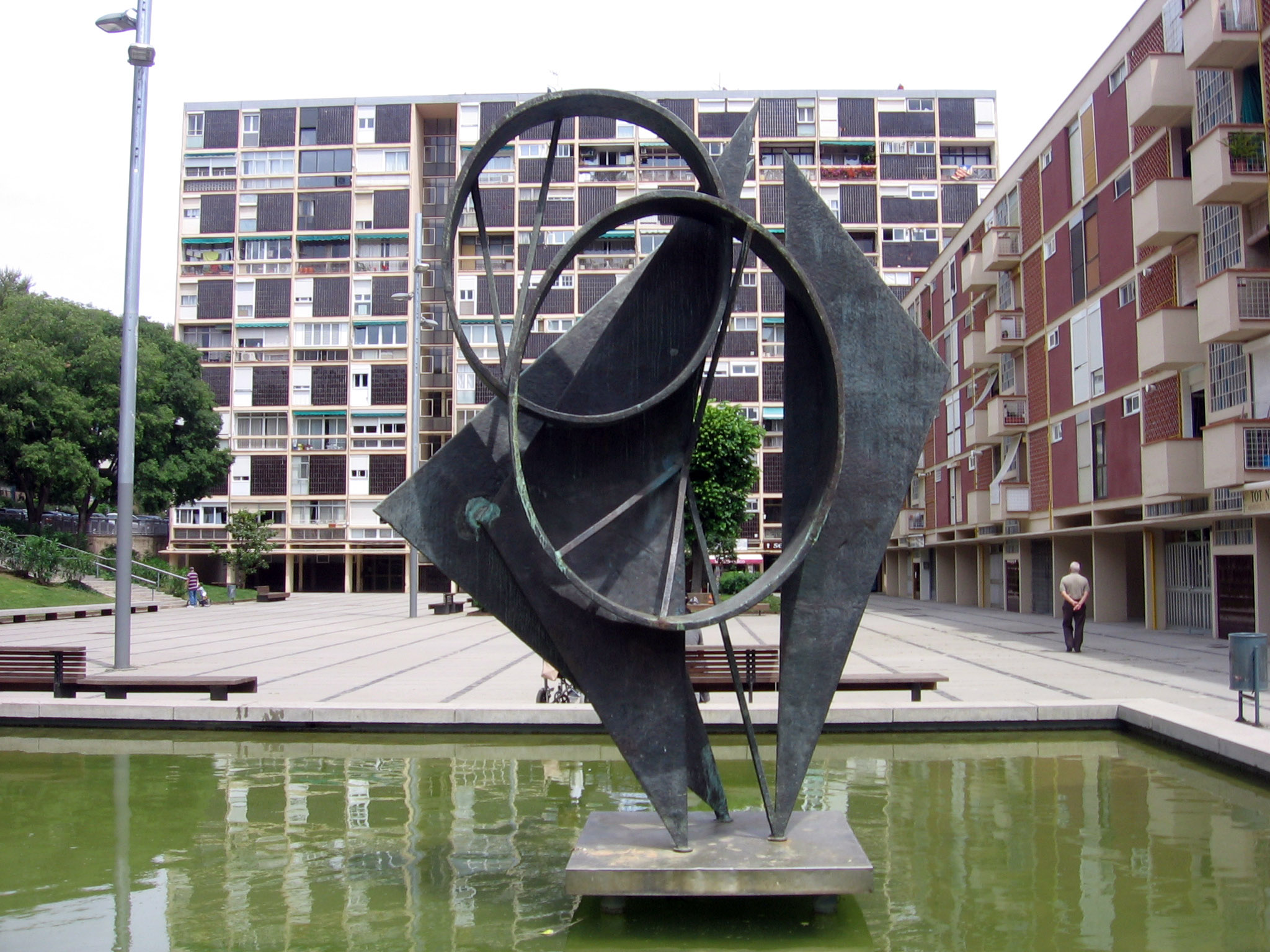
Марсель Марті. «Ритм та проекція» (1961), пласа-де-Монтбау, Барселона

Одна з його найвідоміших скульптур «Таррест», розташована на шосе Барселона-Ла-Жункера. У 1993 році у Фігерасі пройшла ретроспективна виставка робіт Марті 1959–1981 років. Влітку 2003 року фонд Франа Дауреля організував виставку-антологію його робіт в Барселоні.
Лауреат премій Маноло Уге (1958) і Хуліо Гонсалеса (1960).